# Марија од Куртенеа
Марија Куртене (око 1204 – септембар 1228) била је царица Никеје од 1219. до 1221. године. Била је ћерка цара Петра II од Куртенеа и царице Јоланде од Фландрије. Удала се за цара Теодора I Ласкариса од Никеје. Царица Марија је служила као намесница свог млађег брата цара Балдуина II, латинског цара, 1228. године, и прогласила се „Цариградском царицом“.

## Породица и порекло
Њени родитељи су били  владари Латинског царства Цариграда. Њен отац гроф Петар II изабран је за цара 1216. године, али је 1217. године, док је покушавао да копном стигне до Цариграда, заробљава га Теодор Комнин Дука, владар Епира, и провео је остатак живота у затвору. Царица Јоланда је ипак стигла до Цариграда и преузела Царство. Маријина мајка царица Јоланда била је намесница током одсуства свога мужа, сама је владала од 1217. до 1219. године. Она је преговарала о савезу са царем Теодором I Ласкарисом од Никејског царства, који је запечаћен браком цара Теодора I и принцезе Марије након што је цар Теодор I поништио свој брак са другом супругом царицом Филипом Јерменском.

## Царица Никеје
Марија је била царице Никеје од 1219. до новембра 1221. године, када је цар Теодор I умро. Није познато да ли су имали децу. Једна од њених пасторки, принцеза Марија Ласкарис, постала је супруга угарског краља Беле IV, а друга, деспина Ирена Ласкарис, била је удата за Јована III Дуку Ватаца који је наследио од цара Теодора I трон Никејског царства. Царица Марија је накратко служила као намесница Никеје 1222. године.

## Намесница Латинског царства
Њен брат цар Роберт I Куртене наследио је њихову мајку 1219. године. Крајем јануара 1228, године,цар Роберт је умро, а наследио га је његов млађи брат, цар Балдуин II Куртене. Имао је само једанаест година и самим тим био је малолетан. Цариградски барони су изабрали принцезу Марију за намесницу, а она је себе прозвала „Царицом“, али је њено намесништво трајало само до њене смрти осам месеци касније.